# 게리 앤더슨

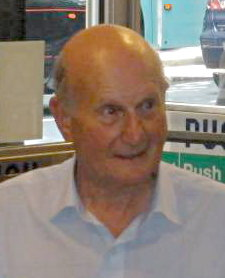
제리 앤더슨 (2009년)

제리 앤더슨(영어: Gerry Anderson, MBE, 1929년 4월 14일 ~ 2012년 12월 26일)은 잉글랜드의 텔레비전 · 영화 프로듀서, 연출가, 작가, 음성 예술가이다. 그는 초현대적인 텔레비전 프로그램들, 특히 1960년대의 개조된 줄인형을 활용한 촬영법 '수퍼마리오네이션(Supermarionation)'으로 알려졌다.
앤더슨의 첫 텔레비전 작품은 1957년의 로버타 리(Roberta Leigh)의 어린이 시리즈물 《트위즐의 모험》(The Adventures of Twizzle)이었다. 《수퍼카》(Supercar, 1961년 ~ 1962년)와 《파이어볼 XL5》(1962년)이 그 뒤를 이었고, 두 시리즈는 1960년대 초 미국 텔레비전 시장에 진출하였다. 1960년대 중반에는 가장 성공적인 시리즈인 《선더버드》를 제작하였다. 다른 1960년대의 프로그램으로는 《스팅레이》(Stingray)와 《캡틴 스칼렛과 미스테론》이 있다.
앤더슨은 또한 평범한 흥행을 거둔 여러 장편 영화들의 각본을 쓰고 제작하였다. 1970년대에 실사 촬영 제작으로 경향이 이동하자, 매체 단장 루 그레이드와 그의 회사 ITC 엔터테인먼트와 성공적인 장기 제휴를 맺어 《우주대모험 1999》의 두 번째 시리즈까지 이어졌다. 이후 새로운 몇 시리즈의 콘셉트가 작품화되지 않아 공백기를 거쳤다.
1980년대 초 영국과 오스트레일리아의 토요일 아침 재방송은 수퍼마리오네이션 시리즈에 대한 시청자들의 향수를 불러일으켰고, 제리 앤더슨은 《Terrahawks》, 《Space Precinct》 등 신작을 발표했다.
2005년에 CGI로 다시 제작한 캡틴 스칼렛 시리즈 《제리 앤더슨의 뉴 캡틴 스칼렛》(Gerry Anderson's New Captain Scarlet)을 선보이기도 했다.

## 서훈
- 2001년 대영 제국 훈장 5등급(MBE) 수훈[1]